# حسين بادامكي
حسين بادامكي (13 سبتمبر 1981 بمشهد في إيران - ) هو لاعب كرة قدم إيراني في مركز الوسط. شارك مع منتخب إيران لكرة القدم. أما مع النوادي، فقد لعب مع نادي أبو مسلم خراسان ونادي بديده ونادي برسبوليس ونادي صبا قم ونادي ملوان.

## وصلات خارجية
- حسين بادامكي على موقع قاعدة بيانات كرة القدم.إي يو (الإنجليزية)
- حسين بادامكي على موقع ناشيونال فوتبول تيمز (الإنجليزية)
- حسين بادامكي على موقع Soccerway.com (الإنجليزية)